# Alfa (hrušeň)

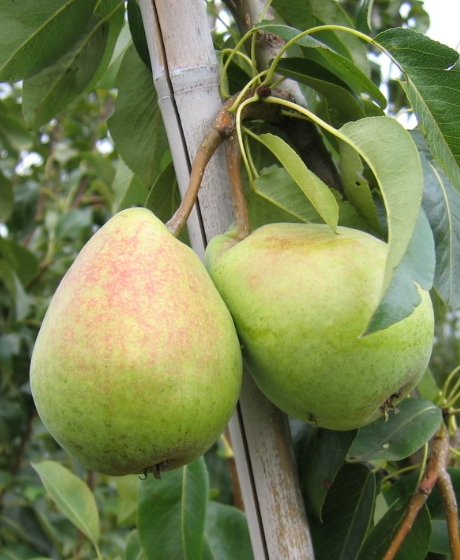

Alfa (Pyrus communis 'Alfa') je ovocný strom, kultivar druhu hrušeň obecná z čeledi růžovitých. Plody jsou řazeny mezi odrůdy letních hrušek, sklízí se v srpnu, dozrává v srpnu, skladovatelné jsou do září. K pravidelné plodnosti je nezbytná probírka plůdků.

## Historie

### Původ
Byla vyšlechtěna v ČR v roce 1995, ve šlechtitelské stanici v Těchobuzicích. Odrůda je semenáčem odrůdy 'Avranšská '.

## Vlastnosti
Odrůda je cizosprašná. Vhodnými opylovači jsou odrůdy Červencová, Laura, Blanka, Dita, Konvert.

### Růst
Růst odrůdy je střední.

## Plodnost
Plodí časně, hojně a pravidelně.

## Plod
Plod je kuželovitý, velké. Slupka hladká, žlutě zbarvená. Dužnina je nažloutlá jemná, se sladce navinulou chutí, aromatická.

## Choroby a škůdci
Odrůda je považována za značně odolnou proti strupovitosti ale i rzivosti. Je považována za rezistentní (napadení 7,1 - 13,0 %) vůči spále růžovitých. Odolnost k nízkým teplotám je vysoká.

## Použití
Je vhodná k přímé konzumaci. Odrůdu lze použít na vhodná stanoviště do všech poloh.